# 高岡市立福岡中学校
高岡市立福岡中学校（たかおかしりつ ふくおかちゅうがっこう）は、富山県高岡市にある市立中学校。

## 著名な出身者
- 上田洸太朗（プロ野球選手）